# Jekaterina Petrowna Schuwalowa

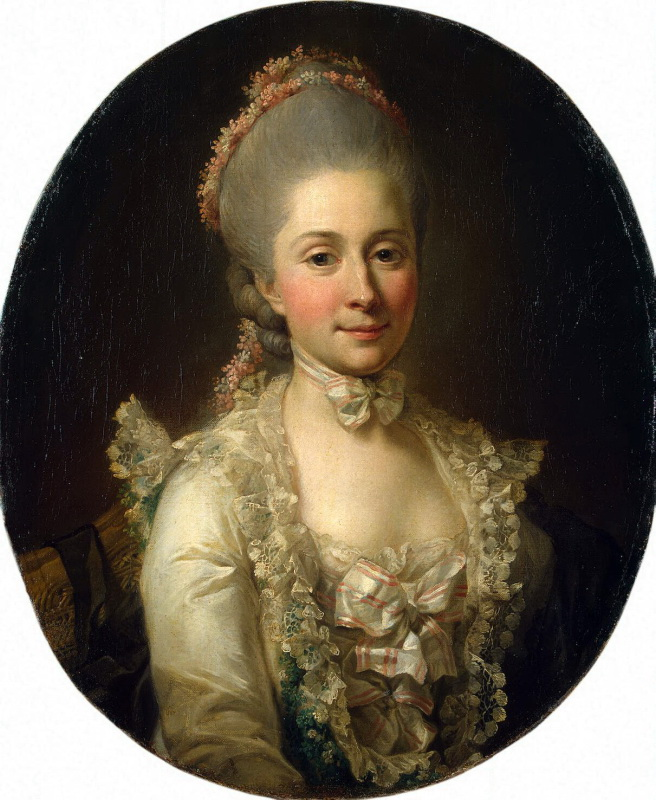
Jekaterina Petrowna Schuwalowa

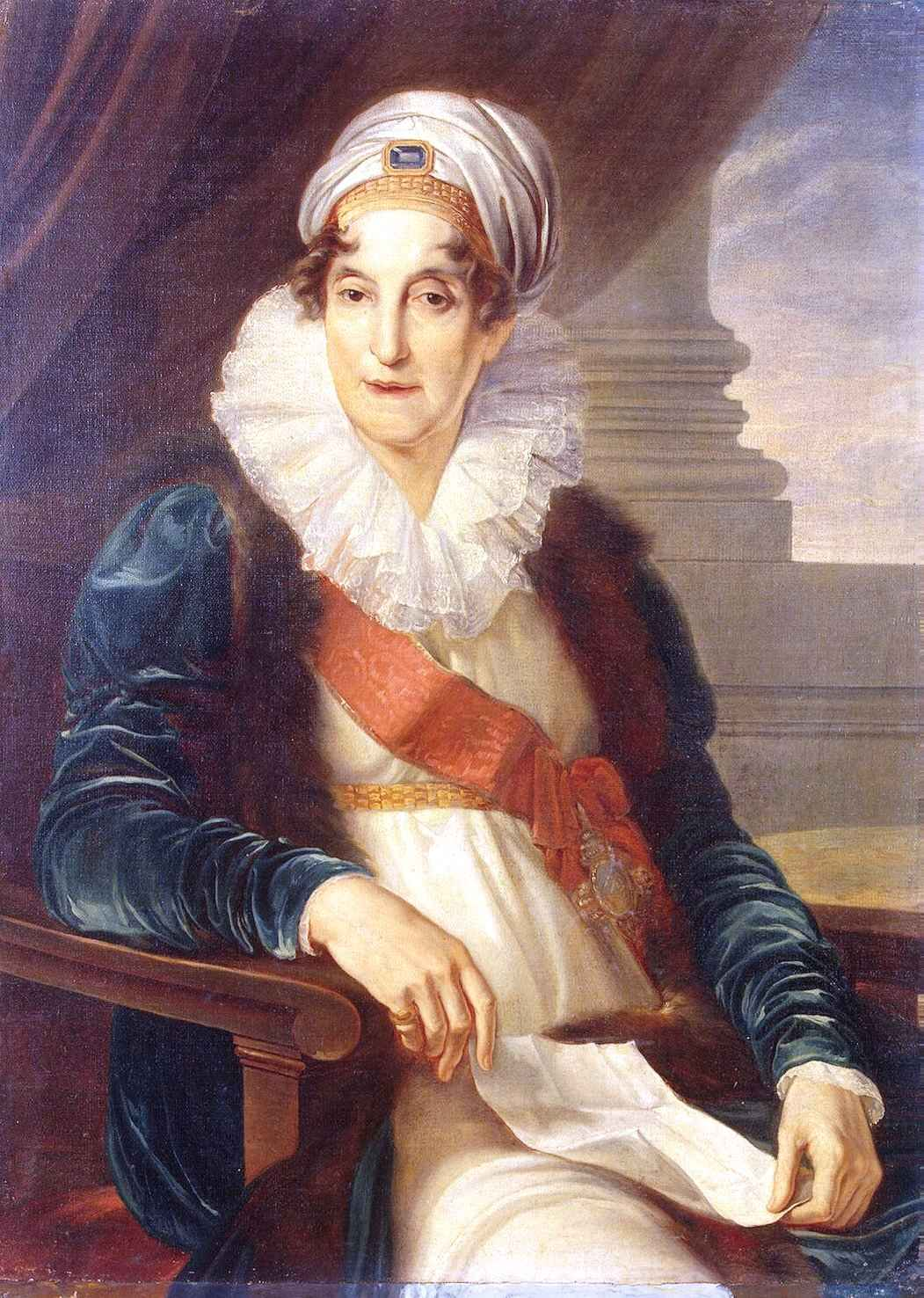
Jekaterina Petrowna Schuwalowa mit dem Orden der Heiligen Katharina

Gräfin Jekaterina Petrowna Schuwalowa (russisch Екатерина Петровна Салтыкова) (* 23. Juni 1743; † 13. Oktober 1817 in Rom) war eine russische Adlige und Oberhofmeisterin.

## Leben
Sie war die Tochter des russischen Generalfeldmarschalls Graf Pjotr Semjonowitsch Saltykow (1698–1773) und der Praskowja Jurjewna Saltykowag geb. Fürstin Trubezkaja (1704–1767), Schwester des russischen Generalfeldmarschalls Fürst Nikita Jurjewitsch Trubezkoi (1699–1767). Ihr Bruder war der russische Feldmarschall und Generalgouverneur Moskaus Iwan Petrowitsch Saltykow (1730–1805). 1733 erhielt ihr Vater und Großvater den erblichen Grafentitel.
Jekaterina Petrowna Schuwalowa diente der Zarin Katharina II. als Hofdame. 1762 heiratete sie den russischen Politiker und Schriftsteller Graf Andrei Petrowitsch Schuwalow (1742–1789) und unternahm anschließend eine Reise nach Frankreich, wo sie Voltaire traf. Seit 1776 lebte die Familie in Paris und kehrte 1781 an den Hof von Sankt Petersburg zurück. Ihr Mann starb 1789 in Sankt Petersburg. 1792 erhielt Jekaterina Petrowna Schuwalowa von Zarin Katharina II. den Titel einer kaiserlichen Staatsdame.
Nach der Thronbesteigung Zar Pauls I. verlor sie ihr Amt, wurde jedoch 1797 mit dem Damenorden der Heiligen Katharina II. Klasse und darauf mit dem Großkreuz ausgezeichnet. 1797 heiratete ihre Tochter Alexandra Andrejewna in Paulslust bei Sankt Petersburg den österreichischen Generalmajor Franz Joseph von Dietrichstein. Aus diesem Anlass traten Mutter und Tochter zum katholischen Glauben über. Jekaterina Petrowna Schuwalowa starb am 13. Oktober 1817 in Rom. Ihr Leichnam wurde nach Sankt Petersburg überführt und im Alexander-Newski-Kloster beigesetzt.

## Nachkommen
- Praskowja Andrejewna Schuwalowa (1767–1828), ⚭ 1787 Michail Andrejewitsch Golizyn
- Pjotr Andrejewitsch Schuwalow (1771–1808), Generalleutnant
- Alexandra Andrejewna Schuwalowa (1775–1844), ⚭ 1797 Franz Joseph von Dietrichstein
- Pawel Andrejewitsch Schuwalow (1776–1823), Generalleutnant

## Auszeichnungen
- Orden der Heiligen Katharina II. Klasse, 1797[2]